# Котова (річка)
Котова, Репійка — річка в Україні, у  Богуславському,Лисянському й Корсунь-Шевченковському районах Київської й Черкаської областей. Права притока Хороброї (басейн Дніпра).

## Опис
Довжина річки 18 км., похил річки — 3,9 м/км. Площа басейну 90,3 км².

## Розташування
Бере початок у селі Хижинці. Тече переважно на північний схід через Щербашинці, Коряківку і впадає в річку Хоробру, праву притоку Росі.